# たかはぎFM
特定非営利活動法人たかはぎFMは、茨城県高萩市の一部地域を放送区域として超短波放送（FM放送）をしていた特定地上基幹放送事業者である。
たかはぎFMそのままの愛称でコミュニティ放送をしている。
2025年3月31日をもって閉局。

## 概要
東日本大震災による臨時災害放送局として開局したたかはぎさいがいFMが前身。それを恒久化するために特定非営利活動法人が設立され開局した。臨時災害放送局の演奏所・送信所・周波数がそのままコミュニティ放送局へ転換したのは全国初の事例である。
震災以降、東北3県（岩手県・宮城県・福島県）のコミュニティ放送局・臨時災害放送局を中心に組織された「東日本臨災FMネットワーク」に関東で唯一加盟していた。
日曜深夜も含め24時間放送で、自社制作番組以外の時間帯はミュージックバードの番組を放送。2015年（平成27年）6月、放送大学茨城学習センターと茨城県立図書館の共催で行われている「放送大学ライブラリー講演会」の収録放送開始。

## 沿革
- 2011年（平成23年）6月8日 - たかはぎさいがいFM開局
- 2013年（平成25年）
  - 1月7日 - 特定非営利活動法人たかはぎFM設立の認証
  - 3月15日 - 特定地上基幹放送局の予備免許取得
  - 3月27日 - 特定地上基幹放送局の免許取得[3]
  - 3月31日 - たかはぎさいがいFM廃局
  - 4月1日 - 開局
- 2025年（令和7年）3月31日 - 24時をもって放送終了、閉局

## 主な番組
★は生放送。
- 高萩いのちの音（月 - 金 6:45 - 7:00）
- ★モーニングスイッチ（月 - 金 7:00 - 8:00）
- はぎラジON（月 - 金 8:00 - 9:00／月 - 金 13:00 - 14:00）
- ★たかはぎランチタイム（月 - 金 12:00 - 13:00）
- たかはぎミュージック（月 11:00 - 11:30／再放送 月 21:30 - 22:00）
- 放課後倶楽部（金曜 21:30 - 22:00／再放送 土 10:20 - 10:50）
- カンナユリの旅するK-POP（月曜 21:00 - 21:30／木曜 23:00 - 23:30／土曜 11:00 - 11:30）
- サブカルギャング (金曜 21:00 - 21:30)
- Smile Eyesのトンデモナイト!!（水曜 20:00 - 20:30）

他局制作
- 泉水いづみのねばる門には福來る〜東京発信茨城大陸〜（水曜 14:00 - 14:45、木曜 15:40 - 16:40[再]） - レインボータウンエフエム放送（東京都江東区）制作の『泉水いづみのねばる門には福來る』にサブタイトルを付けた形でネット受け。パーソナリティである泉水は千葉県出身だが、番組パートナーであり、夫である淺野勝盛（ミュージシャン、作詞家、作曲家、アレンジャー、役者）は南部の鉾田市出身である。